# Кіселев (гміна Плятерув)
Кіселев (пол. Kisielew) — село в Польщі, у гміні Плятерув Лосицького повіту Мазовецького воєводства. Населення — 415 осіб (2011).

## Історія
За даними етнографічної експедиції 1869—1870 років під керівництвом Павла Чубинського, у селі переважно проживали греко-католики, які розмовляли українською мовою.
У 1975—1998 роках село належало до Білопідляського воєводства.

## Демографія
Демографічна структура станом на 31 березня 2011 року:
|          | Загалом | Допрацездатний вік | Працездатний вік | Постпрацездатний вік |
| -------- | ------- | ------------------ | ---------------- | -------------------- |
| Чоловіки | 200     | 39                 | 130              | 31                   |
| Жінки    | 215     | 47                 | 108              | 60                   |
| Разом    | 415     | 86                 | 238              | 91                   |